# John Ore
John Thomas Ore (* 17. Dezember 1933 in Philadelphia; † 22. August 2014) war ein US-amerikanischer Jazz-Bassist.

## Leben und Wirken
Ore studierte Cello an der New School of Music in Philadelphia 1943–46 und Bass an der Juilliard School in New York 1952. Im Jahre 1953 arbeitete er mit dem Sänger und Gitarristen Tiny Grimes zusammen, mit George Wallington und Lester Young 1954. Im folgenden Jahr spielte er bei Bud Powell, Ben Webster und Coleman Hawkins, 1957 wieder bei Powell. Ore hatte 1958 ein eigenes Trio, arbeitete im folgenden Jahr freiberuflich in New York und war ab Frühjahr 1960 Mitglied im Quartett von Thelonious Monk. Mit ihm besuchte er im Frühjahr 1961 Europa und spielte 1962 und 1963 die Monk-Platten Monk’s Dream und Criss-Cross (Columbia Records) ein. Nach seinem Ausstieg bei Monk kurz darauf arbeitete er freiberuflich, tourte mit dem Earl Hines Orchestra und arbeitete mit Sun Ra. In den folgenden Jahren hatte Ore wenige Auftrittsmöglichkeiten; in den 1990er Jahren entstanden Platten mit dem Baritonsaxophonisten Cecil Payne.

## Diskographische Hinweise
- Elmo Hope: Meditations, Hope meets Foster (Prestige Records, 1955)
- Freddie Redd: Piano East – Piano West (Prestige, 1955)
- Steve Lacy: The Straight Horn of Steve Lacy (Candid Records, 1960)
- Sun Ra:  Art Forms of Dimensions Tomorrow (El Saturn, 1965)
- Thelonious Monk: Two Hours with Thelonious (Riverside Records, rec. 1961, ed. 1963); Monk’s Dream (Columbia Records, 1962)
- Charles Tyler: Saga of the Outlaws (Nessa, 1978)
- Billy Bang: A Tribute to Stuff Smith (Soul Note, 1992) mit Sun Ra
- Cecil Payne: Cerupa (1993) und Scotch & Milk (1996) (beide Delmark Records)
- Eric Alexander: Up, Over & Out (Delmark, 1995)
- Lester Young: The Complete Studio Sessions On Verve 1946–59 (Verve, 1999)

## Lexikalischer Eintrag
- Martin Kunzler: Jazz-Lexikon. Band 2, Rowohlt, Reinbek 1988, ISBN 3-499-16317-9.
- Richard Cook, Brian Morton: The Penguin Guide to Jazz on CD, LP and Cassette. 2. Auflage. Penguin, London 1994, ISBN 0-14-017949-6.
- Richard Cook, Brian Morton: The Penguin Guide of Jazz on CD. 6. Auflage. Penguin, London 2002, ISBN 0-14-051521-6.
- Bielefelder Katalog/Jazz, 1988 und 2002, ISSN 0171-9505.